# Седличани
Седличани - западнословенско племе, које је у 6. веку. било насељено око горњег тока реке Охре и заједно са Лучанима и другим словенским племенима учествовало у формирању чешке државе и чешког народа.
Заједно са Гбанима, насељавали су западни део словенских земаља у Чешкој, на западу су се граничили са Баварцима, а на северу са Саксонцима и Србима.
Седличани су очували независност Седлеца (сада - Карлове Вари, Краслик, Соколов) до појаве Пшемисловића.